# José Luis Deus Rodríguez
José Luis Deus Rodríguez (Lausana, 12 de gener de 1977) és un futbolista gallec nascut a Suïssa. Ocupa la posició de davanter.

## Trajectòria
Format al planter del Deportivo de La Corunya, Deus va destacar amb el filial i la temporada 96/97, debuta amb el primer equip. Només jugaria 12 encotres a la màxima categoria amb els gallecs. Per eixes dates, va ser convocat per acudir al Mundial sub-20 de 1997 celebrat a Malaisia, on Deus fou el màxim golejador del combinat espanyol.
En busca d'oportunitats, juga la temporada 98/99 a l'Hèrcules CF on marca 4 gols en 30 partits. L'Hèrcules baixa a Segona B i el davanter retorna al Deportivo per militar al filial, i a l'any següent, marxa a l'Sporting Braga portugués.
Retornaria a la competició de l'Estat espanyol a l'estiu del 2001 per jugar amb el Gimnàstic de Tarragona. Signaria amb els catalans la seua millor temporada: 9 gols en 40 partits, insuficients per la permanència a la categoria d'argent. La temporada 02/03 recala al Xerez CD, on qualla dues campanyes força irregulars, i després s'incorpora a la UD Salamanca, que també baixaria a Segona B. Acompanyaria una temporada als castellans en la categoria de bronze.
El 2006 fitxa pel Terrassa FC, i dos anys després, retorna a Galícia per militar al Racing de Ferrol, ambdós a la Segona B.